# Nama-i farhangistan
Die persischsprachige Zeitschrift Nama-i Farhangistan (persisch نامه فرهنگستان; DMG: Nāma-i Farhangistān; deutsch: „Schreiben der Akademie“) erschien monatlich zwischen 1943 und 1947 in Teheran. Insgesamt wurden 10 Ausgaben in 5 Jahrgängen veröffentlicht. Das Magazin stellte das Publikationsorgan der 1935 gegründeten Akademie des Iran (pers. Farhangistān-i Īrān) dar, dem Vorgänger der Akademie für Persische Sprache und Literatur, und wurde so zu einem bedeutsamen Wegbereiter für die sprachwissenschaftliche Forschung und die Sprachreformen in der Pahlavi-Ära. Zu den Mitgliedern der Akademie zählten, neben bekannten Politikern und Diplomaten, zahlreiche berühmte iranische Literaten und Gelehrte der damaligen Zeit, wie Abbas Iqbal (1896–1955), dem Gründer der Zeitschrift Yadgar sowie Ali-Akbar Dehchoda (1879–1956), dem Mitbegründer der Zeitschrift Sur-e Esrafil und Autor des „Wörterbuchs von Dehchoda“ (Loghat-nāme-ye Dehchodā) – das bedeutendste und umfassendste Wörterbuch der persischen Sprache und Literatur.
Die Akademie, deren vordergründiges Ziel der Erhalt und Schutz der persischen Sprache war, nutzte die Zeitschrift insbesondere für die Veröffentlichung von persischen Äquivalenten, die bestimmte Fremdwörter ersetzen sollten. Ab 1995 erlebte das Publikationsorgan eine gleichnamige vierteljährliche Neuauflage.